# 688년

## 연호
- 당(唐) 수공(垂拱) 4년

## 기년
- 당(唐) 예종(睿宗) 5년
- 신라(新羅) 신문왕(神文王) 8년